# Jeanne Villepreux-Power
Jeanne Villepreux-Power (ur. 25 września 1794 w Juillac, zm. w 1871 tamże) francuska – biolożka morska; uznawana za pionierkę współczesnej akwarystyki.
Pochodziła z niezamożnej rodziny rzemieślniczej. W wieku 18 lat wyjechała do Paryża, gdzie zatrudniła się w renomowanej pracowni krawieckiej, szyjącej głównie dla arystokracji. Zdobyła sławę jako projektantka mody i w 1818 roku wyszła za mąż za arystokratę angielskiego Jamesa Powera z którym przeniosła się na Sycylię. Tam zajęła się badaniem przyrody wyspy i wydała dwa przewodniki, opisujące osobliwości przyrodnicze: Itinerario della Sicilia riguardante tutt'i rami di storia naturale e parecchi di antichità che essa contiene (1839) i Guida per la Sicilia (1842).
Zajęła się badaniem przede wszystkim morskiej fauny i flory u wybrzeży Sycylii. Pierwsza zaczęła obserwować świat podmorski w specjalnie w tym celu zbudowanych akwariach. Szczególnie interesowała się żyjącymi i kopalnymi mięczakami morskimi. Rozstrzygnęła kwestię powstawania muszli mięczaków i sposoby ich rozmnażania.
Jako pierwsza kobieta została przyjęta do Akademii Nauk w Katanii; współpracowała również z 17 innymi towarzystwami naukowymi. W 1838 roku jej kolekcja przyrodnicza zatonęła ze statkiem, który przewoził ładunek do Anglii. W 1842 roku osiedliła się z mężem w Paryżu.
W 1997 roku Międzynarodowa Unia Astronomiczna nazwała jeden z kraterów na planecie Wenus jej nazwiskiem, Villepreux-Power.